# Bhamo
Bhamo, nota anche come Banmaw, è una località nello Stato Kachin della Birmania (Myanmar). È situata a 186 km a sud del capoluogo dello Stato, Myitkyina. La sua popolazione approssimata (stime del 2005) è di 65.000, tra cui sono mescolate le etnie Bamar, Kachin, Shan e Han.
La città è situata sulle sponde del Fiume Irrawaddy. È il porto fluviale più vicino alla frontiera con la Repubblica Popolare Cinese. Durante molti anni fu un'enclave commerciale staccata e meta finale delle caravane che viaggiavano fra India e Birmania, trasportando specialmente giada dalla Cina.
Conosciuta anticamente come Sampanago, Bhamo fu la capitale dell'antico regno di Manmaw. A circa 5 chilometri dall'attuale città, oggi si possono vedere i resti dell'antica Sampanago, capitale degli Shan nel XV secolo.